# Супова акула білоплавцева
Супова акула білоплавцева (Hemitriakis leucoperiptera) — акула з роду Hemitriakis родини Куницеві акули. Інша назва «філіппінська супова акула».

## Опис
Загальна довжина досягає 96 см. Голова велика. Морда помірно довга. Очі великі, овальні, з мигальною перетинкою. За ними розташовані невеличкі бризкальця. Під очима є щічні горбики. Носові клапани короткі. Рот невеликий, зігнутий. Зуби дрібні, з притупленими, нахиленими уперед верхівками, розташовані щільними рядками. У них 5 пар зябрових щілин. Тулуб стрункий, веретеноподібний, помітно розширено біля переднього спинного плавця. осьовий скелет складається з 133–146 хребців. Усі плавці серпоподібні. Грудні плавці розвинені, широкі. Має 2 спинних плавця, з яких передній дещо більше за задній. Передній спинний плавець розташовано позаду грудних плавців, задній — навпроти анального плавця. Черевні плавці маленькі, поступаються анальному плавцю. Анальний плавець менше заднього спинного плавця. Хвостова частина вузька. Хвостовий плавець гетероцеркальний, з витягнутою верхньою лопаттю.
Забарвлення сіре з коричневим відтінком. Черево має світліший колір. Кінчики плавців білуваті. У молодих особин на хвостовому плавці є темна смуга, що щезає з віком.

## Спосіб життя
Тримається на незначній глибині — до 50 м. Воліє до прибережних вод, мілини. Полює біля дна, є бентофагом. Живиться ракоподібними, молюсками, а також дрібною костистою рибою.
Це яйцеживородна акула. Самиця народжує до 12 акуленят завдовжки 20-22 см.
Не є об'єктом промислового вилову.
Не становить загрози для людини.

## Розповсюдження
Мешкає в акваторії Філіппін, в ареалі між 20° та 5° півн. широти. Звідси походить інша назва цієї акули.